# Kapisillit
Kapisillit är en by i kommunen Sermersooq på Grönland. Den ligger cirka 75 km nordöst om staden Nuuk, och tillhörde före kommunreformen 2009 Nuuks kommun. Byns omkring 66 invånare livnär sig främst på jakt, fiske och turism.